# San Salvador de Quelung
San Salvador de Quelung fue un asentamiento español en el norte de Taiwán de la época de la Gobernación española de isla Hermosa, concretamente ubicado en la pequeña isla de Hoping, junto a la ciudad de Keelung. Estuvo ocupado por españoles entre 1624 y 1642. Las excavaciones realizadas han desenterrado los cimientos de un fuerte y de una iglesia o convento.